# Bytomiacy
Bytomiacy (śl. Bytůmjoki, Bytōmiŏki) – grupa etnograficzna ludności polskiej zamieszkująca obszar okolic Bytomia na Górnym Śląsku.